# Blackhead Bay
De Blackhead Bay is een baai in de Canadese provincie Newfoundland en Labrador. Het is een van de grote zijbaaien van de Bonavista Bay aan de oostkust van het eiland Newfoundland.

## Geografie
De baai heeft een oppervlakte van zo'n 90 km² en bevindt zich aan de zuidzijde van de Bonavista Bay. Ze vormt een deel van de noordkust van het schiereiland Bonavista. Bij haar opening naar de hoofdbaai toe heeft ze een breedte van zo'n 14 km, tegenover een maximale lengte van 11 km.
De Blackhead Bay heeft verschillende kleine inhammen (coves), die vrijwel allemaal een dorp of gehucht huisvesten. Het betreft in tegenwijzerzin de plaatsen Duntara, King's Cove, Stock Cove, Knights Cove, Hodderville, Upper Amherst Cove, Middle Amherst Cove, Amherst Cove, Newmans Cove en Birchy Cove. Deze nederzettingen zijn allen gelegen aan provinciale route 235, met uitzondering van Duntara en Upper Amherst Cove die aan zijbanen van die provincieweg liggen.
De Ediacarische rotsformaties aan de kust te Brook Point, aan de noordrand van King's Cove, behoren tot de belangrijkste sites van het door UNESCO erkende Discovery Geopark.

## Galerij

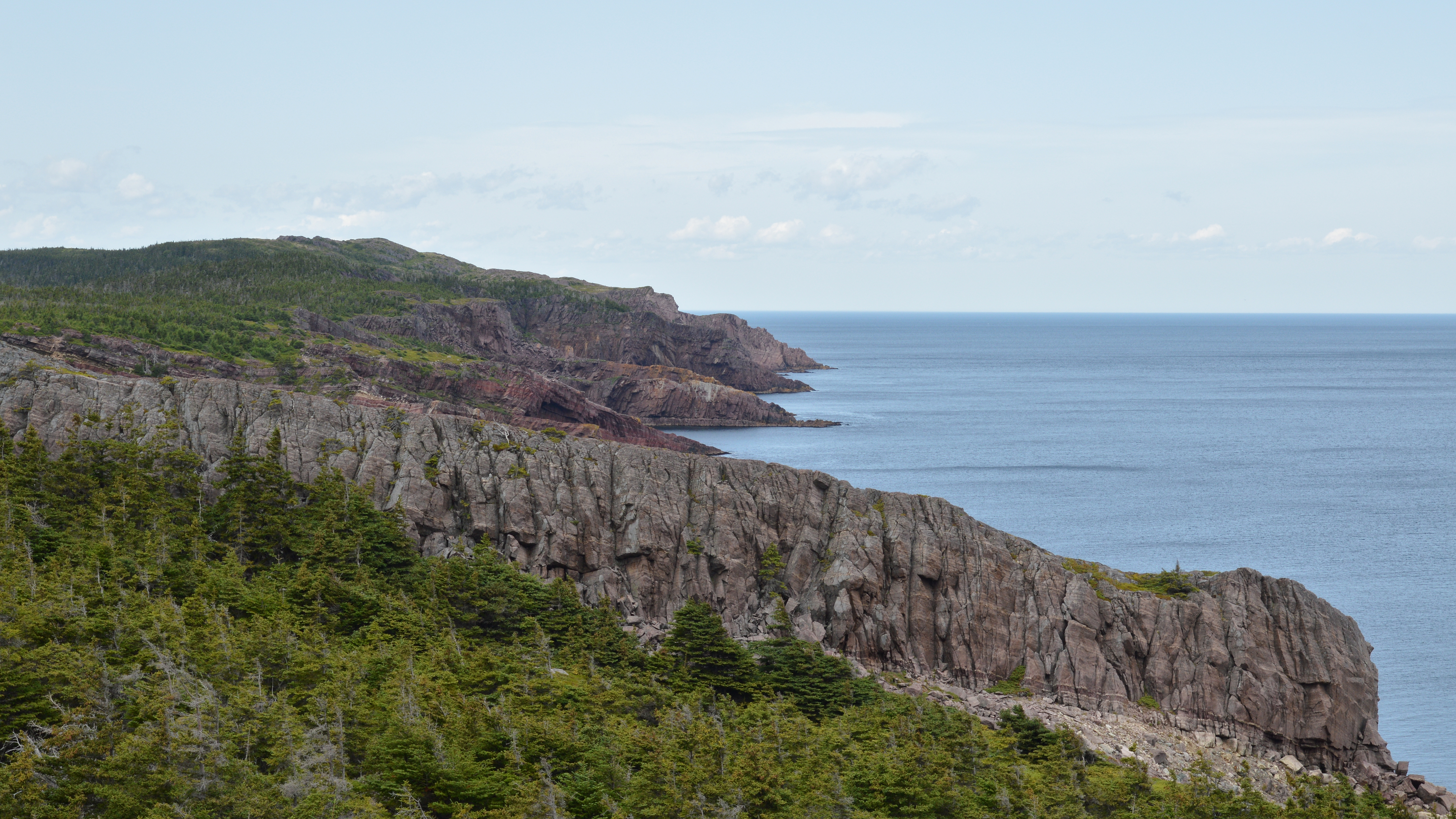
Rotsachtige kust van de Blackhead Bay ten noorden van King's Cove
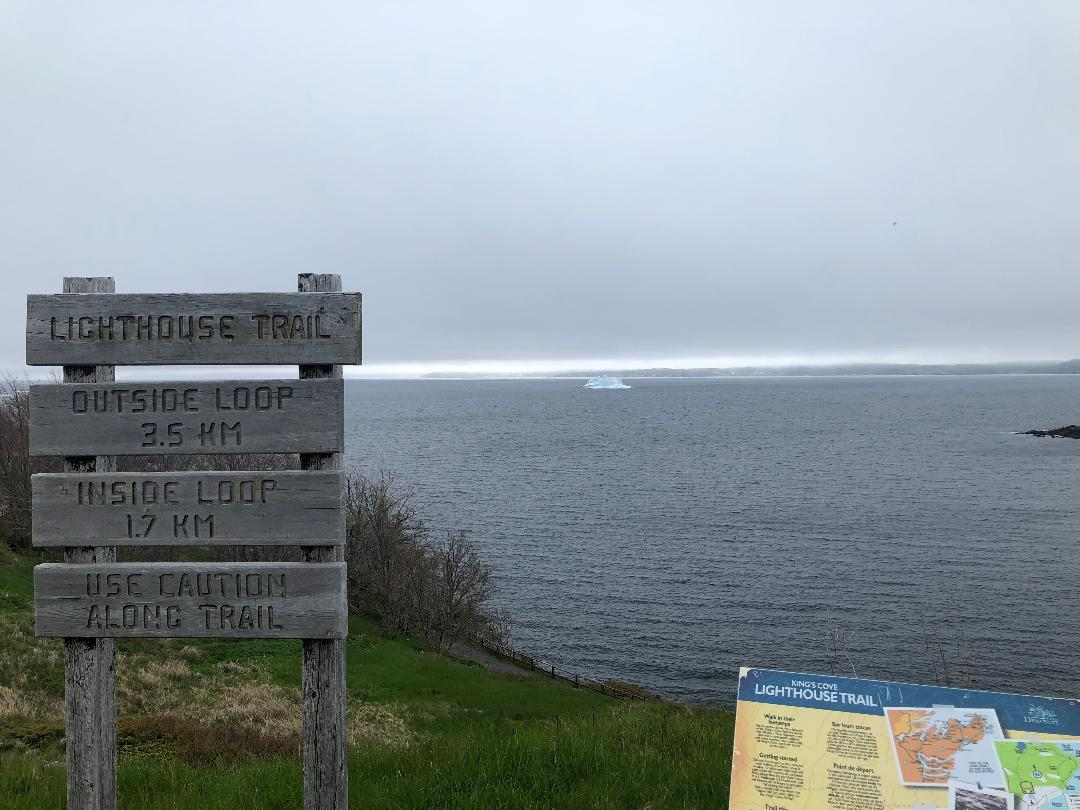
Een ijsberg in de baai gezien vanaf het dorp King's Cove (juni 2023)
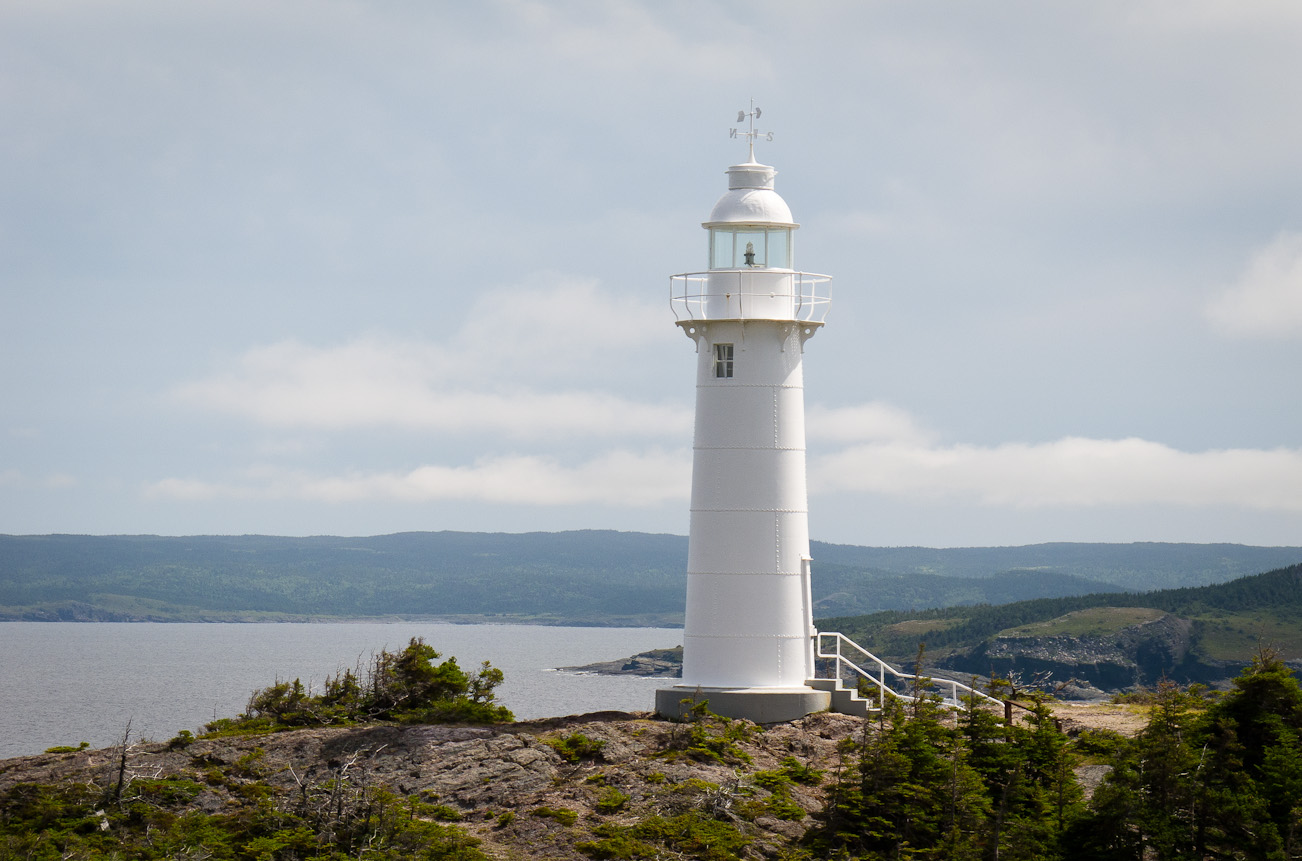
De vuurtoren van King's Cove Head
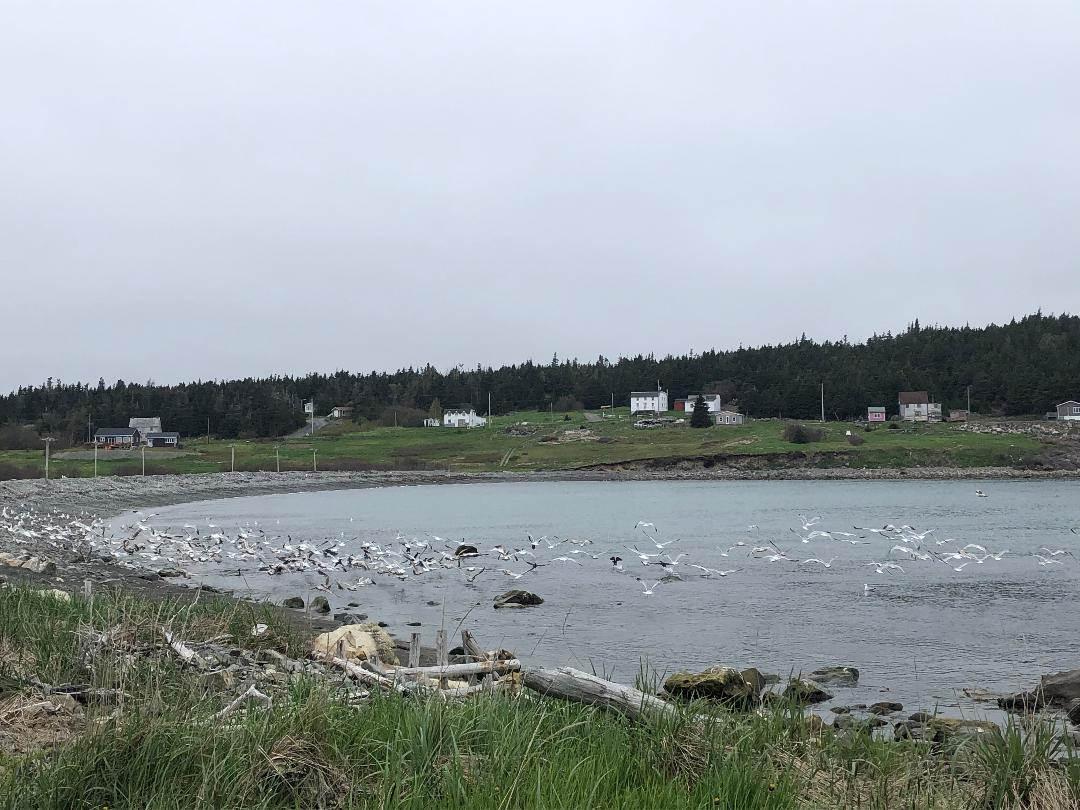
Meeuwen vliegen op van het water van Knights Cove, een van de vele inhammen van de baai